# 息稅前利潤
息稅前利潤，或譯稅前息前利潤、除稅及利息前盈利，是一家公司在扣除利息、所得稅之前的利潤。息稅前利潤與營業利潤差異在於營業利潤不包括營業外收入、營業外支出或其他收入。

## 算法
（或) = （或) - (顧客折扣 + 退回 + 折讓)
 = （或) - 營業成本（或）
 =  - 營業費用 
息稅前利潤 =  + （即營業外收入 - 營業外支出）
 = 息稅前利潤 - 利息支出 - 稅 =  - 稅 
即：
 =  - 營業成本  - 營業費用 +  - 利息支出 - 稅 

## 参見
- 損益表
- 息稅折舊攤銷前盈餘
- 稅前利潤
- 營業利潤